# Liste der Monuments historiques in Treslon
Die Liste der Monuments historiques in Treslon führt die Monuments historiques in der französischen Gemeinde Treslon auf.

## Liste der Objekte
| Bezeichnung                  | Beschreibung | Standort                       | Kennzeichnung | Schutzstatus | Datum | Bild |
| ---------------------------- | --- | ------------------------------ | ------------- | ------------ | ----- | ---- |
| Grabstein für Robert Cauchon | Stein, bezeichnet 1663                                                                                                  | in der Kirche St-Didier (Lage) | PM51001115    | Classé       | 1902  |      |
| Prozessionsfahne Madonna     | Seide, bestickt, 19. Jahrhundert; Verbleib unbekannt                                                                    | in der Kirche St-Didier (Lage) | PM51001976    | Inscrit      | 1974  |      |
| Skulptur Heiliger Sebastian  | Stein, farbig gefasst, 17. Jahrhundert                                                                                  | in der Kirche St-Didier (Lage) | PM51001974    | Inscrit      | 1974  |      |
| 28 Kirchenbänke              | Holz, 19. Jahrhundert                                                                                                   | in der Kirche St-Didier (Lage) | PM51001975    | Inscrit      | 1974  |      |
| Skulptur Heiliger Desiderius | Stein, farbig gefasst, 16. Jahrhundert                                                                                  | in der Kirche St-Didier (Lage) | PM51001971    | Inscrit      | 1974  |      |
| Hauptaltar                   | Altartisch, Retabel und Gemälde Kreuztragung; Holz, farbig gefasst und vergoldet, Ölfarbe auf Leinwand, 17. Jahrhundert | in der Kirche St-Didier (Lage) | PM51001972    | Inscrit      | 1974  |      |
| Marienaltar                  | Altartisch und Retabel; Holz, farbig gefasst, 18. Jahrhundert (?)                                                       | in der Kirche St-Didier (Lage) | PM51001973    | Inscrit      | 1974  |      |